# Great Missenden
Great Missenden è un villaggio inglese nella contea del Buckinghamshire, e costituisce una parrocchia civile del Distretto di Chiltern.
La località, basata sull'agricoltura, ha origini medioevali, ma è diventata famosa perché vi abitò lo scrittore Roald Dahl fino alla sua morte, avvenuta nel 1990. Nel villaggio un museo ricorda il celebre romanziere de La fabbrica di cioccolato.
Il villaggio è caratterizzato da una chiesa medievale dei Santi Pietro e Paolo.  L'abbazia di Missenden, fondata nel 1133 come monastero agostiniano, fu distrutta durante la Dissoluzione dei monasteri.
Gipsy House a Great Missenden fu la casa dell'autore Roald Dahl fino alla sua morte nel 1990, e molte scene e persone del luogo sono riflesse nel suo lavoro.
Il Consiglio Parrocchiale di Great Missenden, composto da 16 membri apolitici, ha pochi poteri, legati alla manutenzione dei parchi pubblici e di Gipsy House.